# Paracechorismenus intermedius
Paracechorismenus intermedius är en tvåvingeart som beskrevs av Kertesz 1916. Paracechorismenus intermedius ingår i släktet Paracechorismenus och familjen vapenflugor.
Artens utbredningsområde är Taiwan. Inga underarter finns listade i Catalogue of Life.